# Nixéville-Blercourt
Nixéville-Blercourt é uma comuna francesa na região administrativa de Grande Leste, no departamento de Meuse. Estende-se por uma área de 19,54 km². Em 2010 a comuna tinha 512 habitantes (densidade: 26,2 hab./km²).